# Сосинський заказник
Со́синський зака́зник — гідрологічний заказник загальнодержавного значення в Україні. Розташований у межах Чернігівського та Козелецького районів Чернігівської області, на південь від смт Олишівка і на північний захід від села Хрещате.
Площа 406 га. Створений 1980 року. Перебуває у віданні: Олишівська сільська рада Чернігівського району, Хрещатинська сільська рада Козелецького району.
Територія заказника охоплює частину болотного масиву в межиріччі Десни та Остера. Охороняється обводнене евтрофне болото видовженої форми. В рослинному покриві переважають осокові та очеретяно-осокові угруповання. Є рідкісні для України угруповання осоки дворядної та світлої. У центральній частині болота — ділянки водного дзеркала з типовою флорою.
Заказник є місцем гніздування багатьох водно-болотних птахів, а також місцем відпочинку для перелітних прахів.